# Sziget Festival

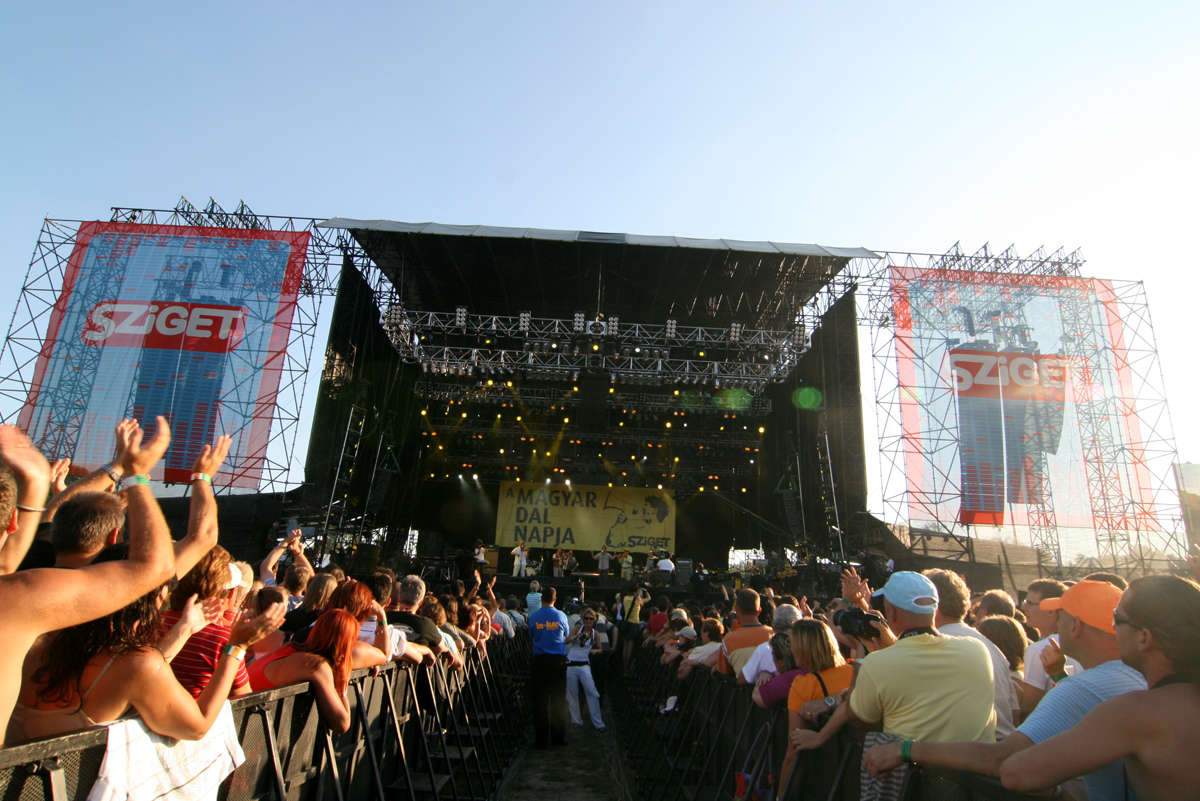
Sziget Festival dne 11. srpna 2008

Sziget Festival je jeden z největších hudebních festivalů v Evropě, který se od roku 1993 koná v červenci nebo v srpnu v Budapešti. Místem konání je ostrov Óbudai na Dunaji.
První ročník festivalu nesl název Diáksziget (ostrov studentů). V letech 1996-2001 byla sponzorem festivalu společnost Pepsi a festival se nazýval Pepsi Sziget. Název Sziget Festival (festivalový ostrov) se používá od roku 2002.
Sziget Festival je pozoruhodný tím, že představuje interprety různých žánrů. Festival je populární hlavně pro západní Evropany. Zhruba 50% návštěvníků pochází ze zemí mimo Maďarsko. Největší skupina přichází z Francie. Další početné zástupy návštěvníků pocházejí z Irska, Nizozemí, Itálie, Německa či Spojeného království.

## Ročníky
| Rok  | Název                          | Počet návštěvníků | Hlavní interpreti |
| ---- | ------------------------------ | ----------------- | --- |
| 1993 | Diáksziget '93                 | 43 000            | pouze maďarští interpreti |
| 1994 | Diáksziget '94 - Eurowoodstock | 143 000           | - The Birds - Blood Sweat and Tears - Eric Burdon - The Mothers of Invention (skupinaFranka Zappy) - Jefferson Starship - Jethro Tull - Ten Years After |
| 1995 | Diáksziget '95                 | 173 000           | - Clawfinger - Jeff Healey - John Cale - Kava Kava - Stranglers |
| 1996 | Pepsi Sziget 1996              | 206 000           | - Iggy Pop - Slash - Sonic Youth - The Bates - The Levellers - The Prodigy - The Stone Roses - Therapy? |
| 1997 | Pepsi Sziget 1997              | 260 000           | - David Bowie - Chumbawamba - Deus - Faith No More - Foo Fighters - Motörhead - New Model Army - Rollins Band - The Cardigans - Toy Dolls |
| 1998 | Pepsi Sziget 1998              | 268 000           | - Boney M. - Chumbawamba - Coolio - Goldie - Green Day - Mory Kanté - Paradise Lost - Patti Smith - Rammstein - Shane MacGowan and the Pogues - Therapy? |
| 1999 | Pepsi Sziget 1999              | 297 000           | - Apocalyptica - Asian Dub Foundation - Baaba Maal - Brand New Heavies - Faithless - Guano Apes - Kool and the Gang - Liquido - Paradise Lost - Rachid Taha - Suede - Troitsa |
| 2000 | Pepsi Sziget 2000              | 324 000           | - Apollo 440 - Baaba Maal - Chumbawamba - Bad Religion - Bloodhound Gang - Clawfinger - Die Ärzte - Gods Tower - Guano Apes - HIM - K2R Riddim - Lou Reed - Oasis - Suzanne Vega - Therapy? - Troitsa |
| 2001 | Pepsi Sziget 2001              | 365 000           | - Ash - Bomfunk MCs - Jimmy Bosch - Eagle Eye Cherry - Faithless - Freestylers - Guano Apes - HIM - Ignite - Khaled - Moonspell - Morcheeba - Nightwish - Noir Desir - Omara Portuondo - Placebo - Värttinä - Run-D.M.C. |
| 2002 | Sziget 2002                    | 355 000           | - Amorphis - Baaba Maal - Die Toten Hosen - HIM - Iggy Pop - Jovanotti - Kosheen - Mory Kanté - Muse - Natacha Atlas - Nightwish - Pulp - Stereo MCs - The 69 Eyes - The Cure - The Gathering - The Klezmatics - Mission - Tito and Tarantula - Transglobal Underground - Troitsa - U.K. Subs - Szekeres Adrien - turné Futok a szívem után |
| 2003 | Sziget 2003                    | 361 000           | - Apocalyptica - DJ Rush - Fun Lovin' Criminals - Massive Attack - Morcheeba - Seeed - Shaggy - Slayer - Troitsa |
| 2004 | Sziget 2004                    | 369 000           | - Addictive TV - Amorphis - Ash - Basement Jaxx, - Children of Bodom - Faithless - Freestylers - Fun Lovin' Criminals - In Flames - Junkie XL - Paul Oakenfold, - Scissor Sisters - Sugababes - Bloodhound Gang - The Gathering - The Pet Shop Boys - The Rasmus - Tito and Tarantula |
| 2005 | Sziget 2005                    | 385 000           | - Basement Jaxx - Buena Vista Social Club - Franz Ferdinand - Good Charlotte - Korn - Natalie Imbruglia - Nick Cave - Paul van Dyk - Sean Paul - Underworld - Wickeda |
| 2006 | Sziget 2006                    | 385 000           | - 17 Hippies - Addictive TV - Cradle of Filth - Craig - Evergrey - Fear Factory - Franz Ferdinand - Gogol Bordello - Hadag Nahash - Iggy Pop a The Stooges - Jovanotti - Kispál és a Borz - Leningrad - Les Doigts de l'Homme - Living Colour - maNga - Ministry - Natacha Atlas - Placebo - Radiohead - Robert Plant - Scissor Sisters - Sick of It All - Sons and daughters - The Prodigy - The Rasmus - The Skinny Bohemians - Therapy? - Wir sind Helden |
| 2007 | Sziget Festival 2007           | 371 000           | - Alpha Blondy - Eagles of Death Metal - The What Cheer? Brigade - Ennio Marchetto - Faithless - Fusedmarc (LT) - Gogol Bordello - Kispál és a Borz - Laurent Garnier - Madness - Manu Chao - Nine Inch Nails - Pink - Quimby - Razorlight - Sinéad O'Connor - Tankcsapda - The Chemical Brothers - The Good, the Bad and the Queen - The Hives - The Killers - The Rakes - TNMK - Tool |
| 2008 | Sziget Festival 2008           | 385 000           | - Alanis Morissette - Anti-Flag - Babyshambles - Die Ärzte - Flogging Molly - Iron Maiden - Jamiroquai - Justice - Kaiser Chiefs - Kispál és a Borz - Lauren Harris - Mademoiselle K - Millencolin - Pannonia Allstars Ska Orchestra - R.E.M. - Róisín Murphy - Serj Tankian - Sex Pistols - Tankcsapda - The Cribs - The Killers - The Kooks - The Presidents of the United States of America - The Wombats - MGMT - URH - Ziggi & The Renaissance Band |
| 2009 | Sziget Festival 2009           | 390 000           | - The Prodigy - The Offspring - Faith No More - IAMX - Paul Oakenfold - Žagar - Coldcut - Birdy Nam Nam - Fatboy Slim - Lily Allen - Ska-P - Tricky - Placebo - Nouvelle Vague - Buena Vista Social Club - White Lies - Armin Van Buuren - Al Di Meola - The Crystal Method - Haydamaky - Manic Street Preachers - Pendulum - Bloc Party - Klaxons - Jose Padilla - The Ting Tings - Tiken Jah Fakoly |
| 2010 | Sziget Festival 2010           | 382 000           | - 08001 - 30 Seconds To Mars - Amparo Sanchez - Antytila - Bad Religion - Billy Talent - Cankisou - Children of Bodom - Csík zenekar a hosté - Danko Jones - Death Valley Screamers - Enter Shikari - Faithless - Fear Factory - Gorillaz Sound System - Gwar - Ill Niño - Infected Mushroom - Iron Maiden - Jaune Toujours - Kamelot - K.I.Z. - Kasabian - Kati Kovács a The Qualitons - Kries - Lyapis Trubetskoy - Madness - Miz - Monster Magnet - Ez3kiel - Muse - Papa Roach - Paradise Lost - Ska-P - Skindred - Subsonica - The 69 Eyes - The Freelancers - The Hives |